# Evan Bayh
Evan Bayh (Shirkieville, 1955. december 26. –) az Amerikai Egyesült Államok szenátora (Indiana, 1999–2011).